# 雅西错
雅西错是一个位于中国青海省治多、格尔木县的湖泊，面积约为40平方千米。